# Chrysotus parthenus
Chrysotus parthenus är en tvåvingeart som beskrevs av Hardy och Linda M. Kohn 1964. Chrysotus parthenus ingår i släktet Chrysotus och familjen styltflugor. Inga underarter finns listade i Catalogue of Life.